# Gotta Get Away
Gotta Get Away är en singel av det amerikanska punkrockbandet The Offspring och det var den tredje singeln som släpptes från gruppens album Smash. Låten är delvis inspirerad av gitarriffen från låten "Cogs" som The Offspring spelade när de gick under namnet Manic Subsidal. "Cogs" var även arbetstiteln för låten. Dexter Holland förklarar vad låten handlar om, med följande ord: "Jag tror låten handlar om paranoia; den handlar egentligen bara om att vara paranoid. Jag tror att det var så jag kände mig när vi färdigställde Smash."
Singeln har två olika framsidor: en variant där det är, precis som på de två föregående singlarnas framsidor, ett mänskligt skelett på omslaget och en variant där det är en bild på en man framför en byggnad, där titeln "Gotta Get Away" censurerar mannens ögon. Musikvideon, som regisserades av Samuel Bayer,
spelades in på Fairgrounds Coliseum i Salt Lake City den 17 december 1994. Huvudpersonen i musikvideon var en person Bayer hade träffat på en pizzarestaurang dagen innan inspelningen påbörjades. "Gotta Get Away" kom på plats 226 på listan The KROQ Top 300 Songs of the 90s. Pure 13 har gjort en cover av denna låt, som finns med på albumet A Tribute to The Offspring. Singeln släpptes 1999 i den inofficiella samlingsboxen The Offspring Collection. 

## Låtlista
Alla låtar är skrivna och komponerade av The Offspring, om inte annat anges. 
| Nr | Titel             | Längd |
| -- | ----------------- | ----- |
| 1. | Gotta Get Away    | 3:56  |
| 2. | We Are One        | 4:00  |
| 3. | Forever and a Day | 2:37  |

| 1. | Gotta Get Away       | 3:56 |
| 2. | Smash (Live-version) | 3:01 |